# Eudes Szent János
Eudes Szent János (franciául: Jean Eudes) (Ri, 1601. november 14. – Caen, 1680. augusztus 19.) katolikus szent, pap, aki megalapította a Jézus és Mária Kongregációját.

## Élete és munkássága
Szegény családban született az Argentan melletti Ri-ben 1601. november 14-én Jean Eudes néven. 1615-ben a caen-i jezsuita kollégiumba adták tanulni, ahol buzgóságával kitűnt, valamint jó tanulmányi eredményeket ért el. Diákévei alatt döntötte el, hogy pap lesz. 1620 szeptemberében megkapta a tonzúrát és Caen-ban elkezdte teológiai tanulmányait. Jean 1622-ben az oratoriánusokhoz került, ahová maga Pierre de Bérulle vette föl. Teológiai tanulmányait Caen után Marines-ban és Aubervilliers-ben folytatta, végül Párizsban fejezte be.
1627 őszén, Argentan vidékének pestisjárvánnyal sújtott vidékét járta, hol életét nem kímélve ápolta a pestises betegeket. 1631-ben Caen-ban is kitört a pestisjárvány, itt is segédkezett ápolni a betegeket.
1623-ban a népmissziókkal kezdett foglalkozni és csaknem egészen 1675-ig ezzel a tevékenységgel foglalkozott. Mialatt naponta legalább két prédikációt tartott egy helységben, egészen íróvá érlelődött. 1636-ban megjelent a Jámborsági gyakorlatok című munkája, mely többszöri átdolgozással és kibővítéssel Jézus élete és királysága a keresztény lelkekben címmel adták a közönség elé.
1635-ben a népmissziók vezetőjévé, 1640-ben pedig a caen-i ház elöljárójává nevezték ki.
Missziók útjain megtapasztalta, hogy sok pap szellemileg és lelkileg műveletlen, nincs nagy teológiai tudásuk. Ebből kifolyólag 1642-ben szemináriumot alapított Caen-ban királyi jóváhagyással, melynek megalapítását Richelieu bíboros és a bayeux-i püspök is támogatott. A szeminárium megalapításának az a hátránya volt, hogy ezáltal összetűzésbe került az oratoriánusokkal, akik 1643. március 19-én kiutasították lakásából, mely az oratoriánusok között volt. Mégsem keseredett el, barátaival együtt 1643. március 25-én megalapította a Jézusról és Máriáról nevezett Társulatot, melynek azt a feladatot szánta, hogy segítse a falusi papok előrehaladását, képzését és tevékenységét. Elvei, és vele együtt kongregációja gyorsan elterjedt, így szemináriumokat alapítottak Coutances-ban, Lisieux-ben, Évreux-ban, Rouen-ban és Rennes-ben. 
1644-ben egy női társulatot is alapított, mely azt a célt szolgálta, hogy a szegény és elesett leányokat segítse és megmentse a rablóktól. 1666-ban pápai jóváhagyást is kaptak, ezáltal a Szeretetről nevezett Miasszonyunk Rend nevet adták.
1669-ben megírta Jézus Szíve officiumát és miseszövegeit, és társulata már 1672-ben ezzel ünnepelte Jézus Szentséges Szívének ünnepét. X. Piusz pápa a Jézus Szíve tisztelet szerzőjének, tanítójának és apostolának nevezte.
Jeannak mindig is voltak ellenségei, akik akadályozták tevékenységeit,közülük kitűntek a janzenisták. 1673-ban egy cselszövéssel elérték, hogy XIV. Lajos francia király száműzze Caen-ba, sőt olyan döntés született, hogy Jeant ki kell végezni, és alapítói munkásságának gyümölcseit el kell törölni. Mégsem végezték ki, de Jean halála évében kijelölte és kinevezte a társulat főnökét.
Fájdalmas betegség után 1680. augusztus 19-én halt meg Caen-ban. 
1919-ben boldoggá, majd 1925-ben szentté avatták. Ünnepnapja halála napján van, ünnepét a római naptárba 1928-ban vették föl, augusztus 19-re.